# 新克拉斯诺耶村委员会
新克拉斯诺耶村委员会（俄语：Новокрасинский сельсовет）是俄罗斯联邦阿斯特拉罕州沃洛达尔斯基区所属的一个村委员会。其下辖有3个居民点，行政中心为新克拉斯诺耶。据2015年统计，该村委员会的人口为555人。